# Коберн (Пенсільванія)
Коберн (англ. Coburn) — переписна місцевість (CDP) в США, в окрузі Сентр штату Пенсільванія. Населення — 210 осіб (2020).

## Географія
Коберн розташований за координатами 40°51′57″ пн. ш. 77°27′48″ зх. д. / 40.86583° пн. ш. 77.46333° зх. д. (40.865728, -77.463439).  За даними Бюро перепису населення США в 2010 році переписна місцевість мала площу 0,99 км², уся площа — суходіл. В 2017 році площа становила 0,90 км², з яких 0,90 км² — суходіл та 0,00 км² — водойми.

## Демографія
Згідно з переписом 2010 року, у переписній місцевості мешкало 236 осіб у 84 домогосподарствах у складі 58 родин. Густота населення становила 239 осіб/км².  Було 91 помешкання (92/км²).
Расовий склад населення:
| - 97,9 % — білих - 0,8 % — чорних або афроамериканців |

До двох чи більше рас належало 1,3 %. Частка іспаномовних становила 1,7 % від усіх жителів.
За віковим діапазоном населення розподілялося таким чином: 31,8 % — особи молодші 18 років, 54,2 % — особи у віці 18—64 років, 14,0 % — особи у віці 65 років та старші. Медіана віку мешканця становила 35,0 року. На 100 осіб жіночої статі у переписній місцевості припадало 91,9 чоловіків;  на 100 жінок у віці від 18 років та старших — 94,0 чоловіків також старших 18 років.
Середній дохід на одне домашнє господарство  становив 63 213 долари США (медіана — 68 250), а середній дохід на одну сім'ю — 74 563 долари (медіана — 78 036). Медіана доходів становила 53 750 доларів для чоловіків та 32 031 долар для жінок. За межею бідності перебувало 2,1 % осіб, у тому числі 0,0 % дітей у віці до 18 років та 12,5 % осіб у віці 65 років та старших.
Цивільне працевлаштоване населення становило 53 особи. Основні галузі зайнятості: освіта, охорона здоров'я та соціальна допомога — 45,3 %, мистецтво, розваги та відпочинок — 18,9 %, сільське господарство, лісництво, риболовля — 17,0 %.